# Station Lazonby and Kirkoswald
Lazonby and Kirkoswald is een spoorwegstation van National Rail in Lazonby, Eden in Engeland. Het station is eigendom van Network Rail en wordt beheerd door Northern Rail. Het station is geopend in 1876.